# Anh Linh Nguyen
Anh Linh Nguyen (wiet. Nguyễn Anh Linh; ur. 1973) – wietnamsko-polski informatyk, doktor habilitowany nauk matematycznych. Specjalizuje się w logikach modalnych i deskrypcyjnych, wnioskowaniu automatycznym, programowaniu w logice oraz w dedukcyjnych bazach danych. Profesor nadzwyczajny w Instytucie Informatyki Wydziału Matematyki, Informatyki i Mechaniki Uniwersytetu Warszawskiego.

## Życiorys
Studia informatyczne ukończył na Wydziale Matematyki, Informatyki i Mechaniki UW w 1997 (praca magisterska: Algorytmy deskolemizacji i ich zastosowania). Stopień doktorski uzyskał w roku 2000 na podstawie pracy pt. Wnioskowanie w logikach modalnych: nowe wyniki i ich zastosowanie w modalnych dedukcyjnych bazach danych (ang. Results on Modal Reasoning with Applications to Modal Deductive Databases), przygotowanej pod kierunkiem prof. Andrzeja Szałasa. Habilitował się w 2009 na podstawie oceny dorobku naukowego i rozprawy pt. Wybrane zagadnienia semantyczne i obliczeniowe programowania w logikach modalnych (ang. Selected Semantic and Computational Aspects of Modal Logic Programming). Poza macierzystym UW wykłada także jako profesor w Państwowej Wyższej Szkole Zawodowej im. Prezydenta Stanisława Wojciechowskiego w Kaliszu.
Swoje prace publikował w takich czasopismach jak m.in. „Fundamenta Informaticae”, „Data & Knowledge Engineering”, „Neurocomputing", „Vietnam Journal of Computer Science" oraz „Information Sciences”.